# Brand X
I Brand X sono una band di jazz-rock e fusion britannica attiva, originariamente, nella seconda metà degli anni '70 e dal 1992 al 1999. 
La formazione originale comprendeva Percy Jones (basso), John Goodsall (chitarra), Robin Lumley (tastiere) e Phil Collins (batteria), già cantante e batterista dei Genesis. Nel 1992, i membri originali Goodsall e Jones (gli unici stabili tra le varie formazioni) riformarono il gruppo sotto forma di trio con il batterista Frank Katz. Nel 2016 Jones e Goodsall riunirono la band, chiamando Chris Clark alle tastiere e Scott Weinberger alle percussioni.

## Formazione

### Attuale
- Peter Bonas - chitarra (1974-1975; 2016-presente)
- Mick Stevens - basso (1990-1992; 2006-2009; 2021-presente)
- Chris Clark - tastiera (2016-presente)
- Kenny Grohowski - batteria (2017-presente)

### Ex membri
- Percy Jones - basso (1974-1978; 1992-1997; 2016-2020)
- John Goodsall - chitarra (1974-1980; 2016-2021)
- Robin Lumley - tastiera (1974-1978; 1979-1980)
- Phil Collins - batteria (1975-1976)
- Andy Ward - batteria (1976-1977)
- Kenwood Dennard - batteria (1977-1978; 2016-2017)
- J. Peter Robinson - tastiera (1978-1980)
- Chuck Burgi - batteria (1978-1979)
- Mike Clark - batteria (1979-1980)
- John Giblin - basso (1978-1980)
- Franz Katz - batteria (1992-1997)

## Discografia
Album in studio
- 1976 – Unorthodox Behaviour
- 1977 – Moroccan Roll
- 1978 – Masques
- 1979 – Product
- 1980 – Do They Hurt?
- 1982 – Is There Anything About?
- 1992 – Xcommunication
- 1997 – Manifest Destiny
- 1997 – Missing Period

Live
- 1977 – Livestock
- 1996 – Live at the Roxy LA
- 2000 – Timeline

### Compilation
- 1986 – X-Trax
- 1992 – The Plot Thins: A History of Brand X
- 1997 – A History 1976-1980
- 1999 – X-Files: A 20 Year Retrospective
- 2003 – Trilogy
- 2003 – Macrocosm: Introducing... Brand X